# البرجة (أولاد مومنة)
البرجة هي إحدى مشيخات المملكة المغربية، تتبع جغرافيا لإقليم شيشاوة وإداريًا لأولاد مومنة. يقدر عدد سكانها بـ 3914 نسمة حسب الإحصاء الرسمي للسكان والسكنى لسنة 2004.